# Hissar (huyện)
Huyện Hissar là một huyện thuộc bang Haryana, Ấn Độ. Thủ phủ huyện Hissar đóng ở Hissar. Huyện Hissar có diện tích 3788 ki lô mét vuông. Đến thời điểm năm 2001, huyện Hissar có dân số 1536417 người.